# George Johnston (Naturforscher)

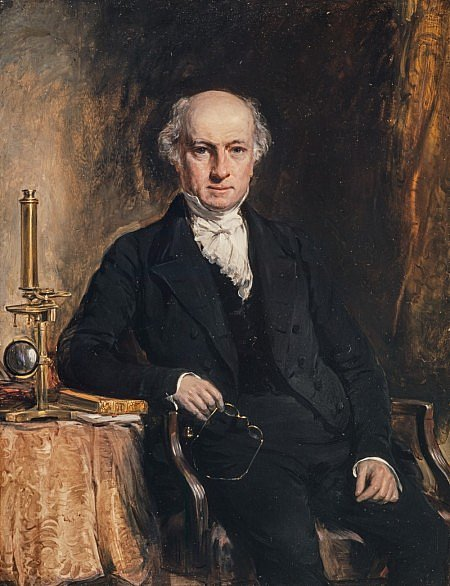
George Johnston

George Johnston (* 20. Juli 1797 in Simprin, Berwickshire; † 30. Juli 1855 in Berwick-upon-Tweed) war ein britischer Naturforscher (Zoologie, Botanik) und Arzt. Sein offizielles botanisches Autorenkürzel lautet „Johnst.“

## Leben
Johnston studierte an der University of Edinburgh Medizin, war Schüler von John Abercrombie und wurde 1817 Mitglied des Royal College of Surgeons of Edinburgh. 1818 wurde er Arzt in Berwick-upon-Tweed und heiratete im folgenden Jahr. Er blieb in Berwick und wurde dort dreimal Bürgermeister. 1819 promovierte er in Medizin (M.D.) in Edinburgh und 1824 wurde er Fellow des Royal College of Surgeons of Edinburgh. 1853 gab er seine Praxis in Berwick auf.
Er war an Naturgeschichte interessiert, war Gründer der Ray Society und des Berwick Naturalists Club. Er veröffentlichte über Zoologie und Botanik und war ab 1837 einer der Herausgeber des Magazine of Zoology and Botany (das spätere Annals and Magazine of Natural History).
Er erhielt einen Ehrendoktor in Aberdeen (L.L.D.).

## Schriften
- Flora of Berwick-upon-Tweed, 2 Bände, 1829, 1832
- History of British Zoophytes, Transactions of the Newcastle Natural History Society, 1838, 2. Auflage 1847.
- The Molluscous Animals, in der englischen Ausgabe des Animal Kingdom von Georges Cuvier, 1840.
- The History of British Sponges and Lithophytes, 1842.
- Introduction to Conchology, 1850, zuerst als Natural History of Molluscous Animals, John Claudius Loudon’s Magazine
- Terra Lindisfarnensis: the Natural History of the Eastern Borders, Band 1, 1853 (nur der erste Band erschien)
- Catalogue of the British non-parasitical Worms in the Collection of the British Museum, 1865.
- Catalogus animalium et plantarum quæ in insula Lindisfarnensi visa sunt mense Maio, 1854, abgedruckt in Proceedings of the Berwickshire Naturalists’ Club, 1873